# Speedski-Weltmeisterschaften 1995
Die Speedski-Weltmeisterschaften 1995 (FIS Speedskiing World Championships) wurden am 22. März 1995 im finnischen Ylläs ausgetragen.

## Teilnehmer
| Europa (11 Länder)                                                      | Europa (11 Länder)                                                    | Europa (11 Länder) |
| ----------------------------------------------------------------------- | --------------------------------------------------------------------- | ------------------ |
| - Deutschland - Estland - Finnland - Frankreich - Italien - Niederlande | - Norwegen - Österreich - Schweden - Schweiz - Vereinigtes Königreich |                    |
| Amerika (1 Land)                                                        |                                                                       |                    |
| - Kanada                                                                |                                                                       |                    |
| Asien (1 Land)                                                          |                                                                       |                    |
| - Japan                                                                 |                                                                       |                    |
| Ozeanien (1 Land)                                                       |                                                                       |                    |
| - Australien                                                            |                                                                       |                    |

## Streckendaten
| Streckenname               | Ylläs |
| Koordinaten                | ?     |
| Seehöhe Start              | 720 m |
| Seehöhe Ziel               | 360 m |
| Höhendifferenz             | 360 m |
| Streckenlänge              | ?     |
| Durchschnittliches Gefälle | ?     |

## Medaillenspiegel

### Nationen
| Platz | Land       | Gold | Silber | Bronze | Gesamt |
| ----- | ---------- | ---- | ------ | ------ | ------ |
| 1     | Kanada     | 1    | 0      | 0      | 1      |
|       | Frankreich | 1    | 0      | 0      | 1      |
| 3     | Schweden   | 0    | 2      | 0      | 2      |
| 4     | Finnland   | 0    | 0      | 1      | 1      |
|       | Norwegen   | 0    | 0      | 1      | 1      |

### Sportler
| Platz | Sportler(in)        | Land       | Gold | Silber | Bronze | Gesamt |
| ----- | ------------------- | ---------- | ---- | ------ | ------ | ------ |
| 1     | Cheryl Sandercock   | Kanada     | 1    | 0      | 0      | 1      |
|       | Philippe Goitschel  | Frankreich | 1    | 0      | 0      | 1      |
| 3     | Anna Morin          | Schweden   | 0    | 1      | 0      | 1      |
|       | Bengt Jonnson       | Schweden   | 0    | 1      | 0      | 1      |
| 5     | Liss-Anne Pettersen | Norwegen   | 0    | 0      | 1      | 1      |
|       | Esa Maata           | Finnland   | 0    | 0      | 1      | 1      |

## Ergebnisse

### Männer
| Platz | Sportler           | Speed (km/h) |
| ----- | ------------------ | ------------ |
| 1     | Philippe Goitschel | 178.64       |
| 2     | Bengt Jonnson      | 177.58       |
| 3     | Esa Maata          | 176.95       |
| 4     | Adi Dünsser        | 174.99       |
| 5     | Marc Poncin        | 174.65       |
| 6     | Tore Nylokken      | 173.91       |
| 7     | Urs Zumsteg        | 173.55       |
| 8     | Tor Schultze       | 173.50       |
| 9     | Jyrki Jokiii       | 173.04       |
| 10    | Aare Tamme         | 173.00       |

### Damen
| Platz | Sportler            | Speed (km/h) |
| ----- | ------------------- | ------------ |
| 1     | Cheryl Sandercock   | 167.93       |
| 2     | Anna Morin          | 167.85       |
| 3     | Liss-Anne Pettersen | 165.23       |
| 4     | Mari Kerannen       | 164.45       |
| 5     | Divina Galica       | 164.04       |
| 6     | Kati Metsapelfo     | 162.86       |
| 7     | Ulla Riihimaki      | 162.52       |
| 8     | Titta Suutari       | 162.46       |
| 9     | Constanza Stabilini | 155.81       |